# Louis Etienne Thirioux

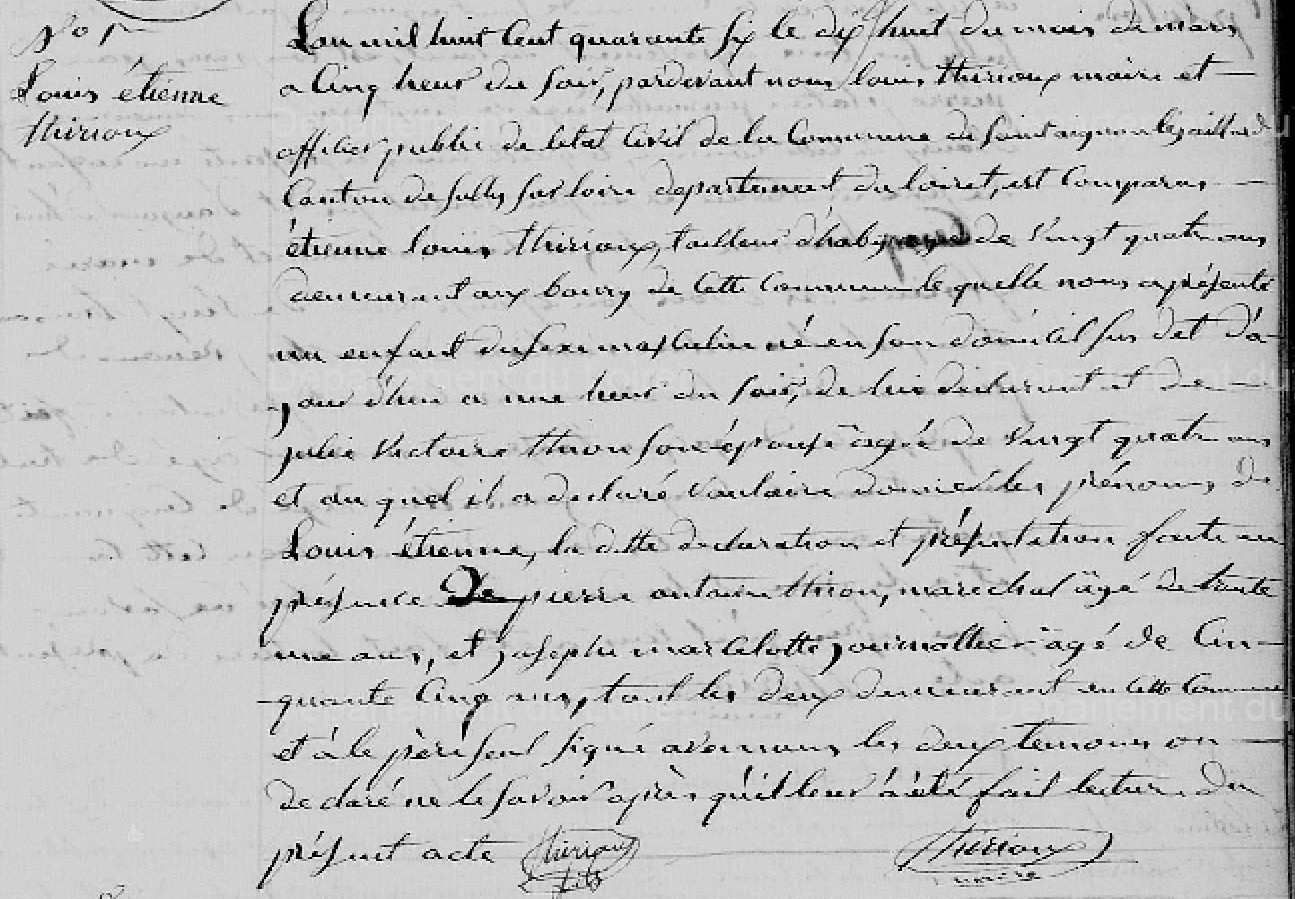
Kbvnnnsnsns

Louis Etienne Thirioux (1846 — 1917) foi um naturalista amador francês que ficou conhecido por encontrar restos de animais extintos em Maurício, incluindo um esqueleto completo de dodô.
Nascido na França, emigrou para Maurício aos 24 anos de idade. Era cabeleireiro de ofício e tinha especial interesse em história natural. Fez algumas descobertas interessantes de ossos de animais extintos. Em 1903, ele encontrou um esqueleto quase completo da ave Aphanapteryx bonasia, até hoje o único que existe no mundo. Três anos antes, em 1900, Thirioux achou um esqueleto do lagarto Leiolopisma mauritiana, o único completo de um mesmo indivíduo.
Outras descobertas incluem o primeiro espécime articulado, que é também o único dodô subfóssil encontrado fora da região do Mare aux Songes; e o único resto de um espécime juvenil, um tarsometatarso, posteriormente perdido. O primeiro espécime foi encontrado em 1904 em um caverna perto da montanha Le Pouce, e é o único esqueleto completo de um único exemplar de dodô, e inclui as únicas rótulas preservadas da ave. Thirioux doou ao Museu Desjardins (hoje Museu de História Natural do Instituto Maurício), onde ainda está em exibição.